# Arys Buck
Arys Buck (Arys Buck et son épée magique) è una serie a fumetti scritta e disegnata da Albert Uderzo e pubblicata tra il 1946 e il 1947 dalla rivista francese OK.
Arys Buck è il primo fumetto di una trilogia ambientata nel medioevo (Arys Buck, Prince Rollin e Belloy l'Invulnérable).